# 世界語與伊多語的比較
柴門霍夫於1887年以筆名“希望語博士”(Dr Esperanto) 創立了世界語。世界語面世後即廣泛傳播，同時亦有人提出世界語的改良意見。柴門霍夫回應稱，將會準備一系列世界語改良意見，同時在1894年公佈於世界語社群。但是改良意見公佈之後，當時的世界語社群卻以多數否決了。
伊多語的出現，見證著世界語社群内部的分裂。一方認爲世界語應該保持原先面貌，而另外一方認爲沒有必要繼續沿用世界語中的一些缺點， 堅信通過改良，世界語更適合擔當國際輔助語。
但是反對改良的一派認爲，一旦世界語開始改良，則會開始無休止的變動，這亦是曾經興極一時的沃拉普克語被邊緣化的重要原因。同時他們亦指出，柴門霍夫於1894年提出的改良意見已經被多數否決了。
世界語和伊多語依然十分相近，基本上兩者可以互相理解，就像一門語言中的兩種方言。伊多語亦向世界語輸入了很多新詞根。
根據哥倫比亞大學20名學生大概在1933年的研究成果，伊多語的關係代詞要比世界語更加難學。另外兩份研究指出，對於普通受教育美國成年人而言，兩者的難度並沒有太大差別，但是研究的抽樣人群過於狹小。

## 概觀
| 角度       | 世界語                           | 伊多語                                              | 例子 |
| 字母表     | 使用 變音符號 (ĉ, ĝ, ĥ, ĵ, ŝ, ŭ) | 使用二合字母 (ch, sh, qu)                           | 房間/鞋子/平方 世界語：ĉambro / ŝuo / kvadrato 伊多語：chambro / shuo / quadrato (Ido)                                                |
| 性         | 默認陽性，可通過詞綴組成陰性     | 名詞默認中性，通過詞綴組成陽性或陰性。              | 世界語，大象： elefanto (默認陽性) / elefantino (陰性形式) 伊多語，大象： elefanto (默認中性) / elefantulo (陽性) / elefantino (陰性) |
| 反義詞     | 加入前綴mal-                     | 有另外單詞對應                                      | 世界語，暖/冷： varma / malvarma 伊多語，暖/冷： varma / kolda                                                                        |
| 動詞不定式 | 後綴 -i                          | 後綴 -ar                                            | 去： 世界語：iri 伊多語：irar |
| 動詞命令式 | 後綴 -u                          | 後綴 -ez                                            | 去吧！ 世界語：iru! 伊多語：irez! |
| 名詞複數   | 後綴 -oj （黏著）                | 後綴 -i （曲折）                                    | 房子（複數） 世界語：domoj 伊多語：domi                                                                                               |
| 形容詞     | 需與被修飾名詞配合               | 沒有變格                                            | 大的狗（複數）： 世界語：grandaj hundoj 伊多語：granda hundi                                                                          |
| 賓格       | 無論單詞位置，必須添加賓格標志   | 默認語序主-謂-賓， 當賓語位於動詞前可以選用賓格標志 | 我喝牛奶： 世界語："mi trinkas lakton" / "mi lakton trinkas" 伊多語："me drinkas lakto" / "me lakton drinkas"                         |
| 使用人數   | 大概10萬到200萬之間              | 100到1000之間                                       | |

## 歷史
在世界語問世之初，希望對世界語進行改良的呼聲就一直存在。 因此在1894年，柴門霍夫回應了該類改良呼聲，在世界語期刊 La Esperantisto 上分別以4篇文章的形式逐一介紹他的改良方案。在連載完畢后，世界語社群對改良方案進行投票，而投票結果則是方案被大多數人所否決，因爲已經掌握世界語的人士不想再重新學習世界語。至此之後，柴門霍夫再沒對世界語進行改良，而是專心於世界語的語法奠基之作——《世界語基礎》。
1900年，面對當時歐洲除了世界語之外，相繼湧現出其他國際輔助語方案，法國數學家 Louis Couturat 建立國際輔助語言推廣代表團。該代表團在1907年向位於維也納的國際學術協會提出要求，希望其選出一門最具代表性的國際輔助語。但是請求被拒絕。 同年被拒絕之後，代表團在巴黎另外組成一個委員會，以推進國際輔助語的規範。委員會當時審理了數項人造語言方案，世界語亦是其中之一。但是在最後一刻另外一套秘密方案以筆名 Ido 被送上委員會接受審檢。由於違反了會員會本身制定的規則，因此此點多被後人詬病。 但是該委員會從來亦沒能完整召齊所有12名成員，在最後時刻，亦僅有5名成員投票（4贊成1棄權）。委員會最後稱，經過審檢，沒有任何一門國際輔助語被完全接受。世界語如果可以滿足部分改良條件，則可獲得委員會背書。
很多世界語者在這次風波中深深感到被背叛，因爲最後有消息稱這套改變形勢的最後秘密方案，是由Louis de Beaufront 基於1894年柴門霍夫的世界語改良方案所制定的。 當時方案被否決後， 柴門霍夫便再沒有授權讓改良方案再印， 但是依然有兩百份泄露。 而Louis de Beaufront更加是柴門霍夫親自任命，作爲世界語的代表向委員會介紹世界語（委員會規定語言的創作者本人不可參會）其本人亦擔任世界語在法國的推廣大使。直到今天， 世界語社群和伊多語社群對當時會員會的規則和程序尚持不同意見。
雖然柴門霍夫本人拒絕繼續改良世界語，但是一小群從改良主義者在Louis Couturat的帶領下， 從世界語社群中分裂開來。Louis Couturat之後一直推廣伊多語的同時亦抨擊世界語，直到1914年其本人死於一場車禍。Louis Couturat的不幸去世對伊多語運動產生巨大的打擊。
與此同時， 伊多語内部亦再度產生分裂。奧托·葉斯柏森創作了諾維亞語， 離開了伊多語社群，對該語又是一波重創。

## 字母表
| 世界語     | a | b | c  | ĉ  | d | e | f | g | ĝ  | h | ĥ   | i | j | ĵ | k | l | m | n | o | p | kv        | r | s | ŝ  | t | u | ŭ                 | v | - | -         | z |
| 改良世界語 | a | b | z  | -  | d | e | f | g | -  | h | -   | i | j | - | k | l | m | n | o | p | kv        | r | s | c  | t | u | -                 | v | - | -         | - |
| 伊多語     | a | b | c  | ch | d | e | f | g | j  | h | -   | i | y | j | k | l | m | n | o | p | qu        | r | s | sh | t | u | -                 | v | w | x         | z |
| 國際音標   | a | b | t͡s | t͡ʃ | d | e | f | g | d͡ʒ | h | /x/ | i | j | ʒ | k | l | m | n | o | p | /kw/,/kv/ | r | s | ʃ  | t | u | u̯ (in diphthongs) | ʋ | w | /ks/,/ɡz/ | z |

## 音系
伊多語抛棄了兩個世界語輔音，/x/和/d͡ʒ/，只使用發音相持的 /h/ 和/ʒ/。
伊多語的重音依然是有規律的，但是規則遠比世界語要複雜。
世界語中， 單詞的重音永遠落在倒數第二個音節上， 例如radio（電臺），televido（電視）等。
而在伊多語中，多數單詞的重音同樣落到倒數第二個音節上， 但是動詞不定式除外。不定式的重音落在最後一個音節。例如skolo（學校），kafeo（咖啡館），lernas（“學習”的現在時），但是不定式卻是 irar（去），savar（知道）以及drinkar（喝）。
伊多語的另外一個重音規則是，如果字母 i 或者 u 後有另外一個元音， 則該兩個元音字母被視爲同一個音節。 例如在radio（電臺），familio（家庭），manuo（手）中，重音不落在末尾的 i 或者 u 上，而是落於詞首的a上。如果單詞中只有一個元音音節， 重音又可以重新落在 i 或者 u 上，例如 dio（日，天）和 frua（早）。

## 正字法
世界語不使用字母q，w，x 和 y ，同時加入六個特創字母，ĉ、 ĝ、 ĥ、 ĵ、 ŝ 和 ŭ。伊多語只使用26個拉丁字母， 同時用二合字母取代世界語當中的變音符號。兩者各有優勢， 世界語通過避免二合字母而保證了一字一音嚴格對應， 但是伊多語卻可以輕易在任何支持英文的輸入系統上打出。
《世界語基礎》中， 亦有規定在輸入困難的情況下，六個變音字母可以分別用ch、gh、hh、jh、sh代替，而 ŭ 可以僅寫爲u，該方案被稱爲 H方案。近年來， 亦有另外一套轉寫方案被世界語社群采用，被稱 X方案， 亦即取代H方案中的 H 為 X，如cx、gx、hx、jx、sx等。 H方案的支持者認爲， 該方案由柴門霍夫親自制定，且視角效果上更爲自然。而X方案支持者則認爲， 由於世界語中已經有字母H, 使用H字母會出現發音模棱兩可的情況。
縂言之， 世界語中的 ĥ 對應伊多語中的 h 或者 k。ĝ 和 ĵ 合并入伊多語中的 j，而ĉ、ŝ、ŭ、ks/kz 和 kv 分別對應伊多語中的 ch、sh、w、x 和 qu。

## 詞法
世界語與伊多語相同，每個單詞皆由詞根，或者詞根與詞綴配合組成。除了部分人稱代詞及副詞，每個單詞都有表示其詞性的語法標誌。通過替換、組合等方式合成其他單詞。
兩種語言的部分語法標記如下：
| 語法形式     | 伊多語     | 英語              | 英語     | 世界語         | 世界語       | 中文         |
| ------------ | ---------- | ----------------- | -------- | -------------- | ------------ | ------------ |
| 單數名詞     | -o (libro) | book              | book     | -o (libro)     | -o (libro)   | （一本）書   |
| 複數名詞     | -i (libri) | books             | books    | -oj (libroj)   | -oj (libroj) | 書本（複數） |
| 形容詞       | -a (varma) | warm              | warm     | -a (varma)     | -a (varma)   | 溫暖的       |
| 副詞         | -e (varme) | warmly            | warmly   | -e (varme)     | -e (varme)   | 溫暖地       |
| 不定式現在時 | -ar (irar) | to be going       | to go    | -anti (iranti) | -i (iri)     | 去（進行）   |
| 不定式過去時 | -ir (irir) | to have gone      | to go    | -inti (irinti) | -i (iri)     | 去（完成）   |
| 不定式將來時 | -or (iror) | to be going to go | to go    | -onti (ironti) | -i (iri)     | 去（未完成） |
| 現在時       | -as (iras) | go, goes          | go, goes | -as (iras)     | -as (iras)   | 去           |
| 過去時       | -is (iris) | went              | went     | -is (iris)     | -is (iris)   | 去（了）     |
| 將來時       | -os (iros) | will go           | will go  | -os (iros)     | -os (iros)   | （將）去     |
| 命令式       | -ez (irez) | go!               | go!      | -u (iru)       | -u (iru)     | 去！         |
| 條件式       | -us (irus) | would go          | would go | -us (irus)     | -us (irus)   | （假如）去   |

除了 -i、-ir、-ar、-or、-ez 等，世界語與伊多語的語法標記相同。世界語使用粘着詞根 -j 組成單詞複數，用 -i 作爲動詞不定式標誌（世界語動詞不定式無時態），以及通過 -u 構成動詞命令式。兩種語言中的動詞都不變位，亦即動詞只有時態（-as 現在時，-ir過去時，-or 未來時），而無需根據主語的性、數等而有變化。
兩種語言中的名詞（-o）、副詞（-e）標記相同。
其他較細微的不同之處則有：伊多語形容詞無需與被修飾詞配合，伊多語名詞的複數通過屈折詞根組成（即把名詞標記後的-o用-i 代替），而非世界語的粘着用法（亦即後綴 -j 直接粘着在名詞標記-o之後）。例如，世界語中“漂亮的狗”一詞爲 belaj hundoj，在伊多語中即爲 bela hundi。
而比較大的差異則體現在兩者處理單詞派生上的不同。例如，世界語中“皇冠”一詞爲 krono，通過替代後綴 -o爲 -i，則爲“加冕”。但是若果要想表達“加冕”的概念（名詞）， 世界語中需要使用額外的詞綴 -ado 維持“加冕”的基礎意思（kron-ado）。因爲kron- 該詞根是名詞性的， -o 名詞後綴亦只能表達詞根的基礎意思，而不能有動詞化之意。故此，有時候需要記憶世界語中的各個詞根分別由何種詞類演變出。
而伊多語則通過運用數量更多的詞綴來解決該問題。例如在伊多語中，通過在詞根 kron- 後添加 -izar（意思爲“覆蓋”）組成單詞 kronizar（加冕），然後利用名詞詞綴 -o 組成單詞 kronizo 變爲“加冕”動作本身（名詞性）。伊多語因此和世界語不同，伊多語不允許直接通過改變基礎名詞的後綴化爲名詞，支持者稱，該規則可以避免逐個記憶詞根的屬性。
伊多語更多接受羅曼語族的影響，而世界語則更多保留斯拉夫語族在音系和詞法上的影響。

## 句法
伊多語的主要語序和世界語一樣，皆爲主動賓。
中文：我有一本藍色的書。
世界語：Mi havas la bluan libron
伊多語：Me havas la blua libro
英文：I have a blue book
其他句法上的異同有：
1. 兩種語言中，形容詞可以置於被修飾名詞的前或後。因此，Me havas la blua libro與Me havas la libro blua 兩者意思相同。
2. 伊多語亦有名詞賓格 -n。不過和世界語強制每個賓格名詞必須使用賓格後綴不同，伊多語的賓格後綴是選用的，亦即只有語序非主動賓的情況下， 伊多語允許添加賓格後綴保持意思清晰。（例：Me la blua libron havas）
與世界語不同，伊多語的形容詞無需和被修飾名詞保持數、格一致。
中文：藍色的書（複數）
世界語：bluaj libroj
伊多語：blua libri
英文：blue books

## 詞彙
世界語和伊多語大部分詞彙都是共享的。伊多語的支持者認爲， 世界語的單詞可辨別性不高（例如比較難看出單詞來源），又或者對單詞有太多不必要的改動。因此，伊多語創立的其中一個目標就是想扭轉該點，不過與此同時，伊多語亦喪失了世界語中那簡單易明的構詞方法。
伊多語和世界語不一樣，伊多語並不默認單詞（例如生物、家庭成員等）爲陽性。對於該類名詞，伊多語的詞根都是中性的，而且有兩套詞綴分別用於將單詞轉爲陰性或者陽性（世界語則只有陰性詞綴）。servisto可指泛泛概念上的服務員， servistulo（-ul）指男服務員，servistino（-in）指女服務員。只有以下兩組伊多語例外：
1. patro父親，matro母親，genitoro雙親（中的一方）
2. viro男人，muliero女人，adulto成年人

以下表格爲世界語、伊多語、英語、法語、德語、意大利語、西班牙語、葡萄牙語和中文的部分單詞對比：
| 世界語    | 伊多語      | 英語              | 法語          | 德語           | 意大利語      | 西班牙語         | 葡萄牙語                        | 中文       |
| --------- | ----------- | ----------------- | ------------- | -------------- | ------------- | ---------------- | ------------------------------- | ---------- |
| bubalo    | bufalo      | buffalo           | buffle        | Büffel         | bufalo        | búfalo           | búfalo                          | 水牛       |
| ĉelo      | celulo      | cell              | cellule       | Zelle          | cellula       | célula           | célula                          | 天空       |
| ĉirkaŭ    | cirkum      | around/circa      | autour de     | ungefähr/circa | circa         | alrededor, cerca | ao redor de, em volta de        | 附近       |
| dediĉi    | dedikar     | to dedicate       | dédier        | widmen         | dedicare      | dedicar          | dedicar                         | 致力       |
| edzo      | spoz(ul)o   | husband/spouse    | époux         | Ehemann        | sposo         | esposo           | esposo/marido                   | 婚姻伴侶   |
| elasta    | elastika    | elastic           | élastique     | elastisch      | elastico      | elástico         | elástico                        | 有彈性的   |
| estonteco | futuro      | future            | futur         | Zukunft        | futuro        | futuro           | futuro                          | 未來       |
| kaj       | e(d)        | and               | et            | und            | e(d)          | y/e              | e                               | 和（連詞） |
| lernejo   | skolo       | school            | école         | Schule         | scuola        | escuela          | escola                          | 學校       |
| limo      | limito      | limit             | limite        | Limit          | limite        | límite           | limite                          | 限制       |
| maĉi      | mastikar    | to chew/masticate | mâcher        | kauen          | masticare     | masticar         | mastigar                        | 咀嚼       |
| mencii    | mencionar   | to mention        | mentionner    | erwähnen       | menzionare    | mencionar        | mencionar                       | 提及       |
| nacio     | naciono     | nation            | nation        | Nation         | nazione       | nación           | nação                           | 國家       |
| penti     | repentar    | to repent         | repentir      | bereuen        | pentirsi      | arrepentirse     | arrepender-se                   | 懺悔       |
| ŝipo      | navo        | boat/ship         | bateau/navire | Schiff         | barca/nave    | barco/nave/navío | bote/barca/barco/nave/nau/navio | 船         |
| taĉmento  | detachmento | detachment        | détachement   | Abteilung      | distaccamento | destacamento     | destacamento                    | 分離       |
| vipuro    | vipero      | viper             | vipère        | Viper          | vipera        | víbora           | víbora                          | 毒蛇       |

註釋：法語、意大利語、西班牙語和葡萄牙語爲羅曼語族語言，英語和德語則爲日耳曼語族語言。英語受法語和拉丁語的影響極深。世界語比伊多語更加多保留了德語在詞彙上、和斯拉夫語在詞法上的影響。

### 前綴
伊多語支持者認爲世界語中前綴mal- （表示“對立）有被濫用之情況。伊多語支持者指出， 由於mal- 前綴在很多語言都有比較消極的含義（而非像世界語般僅僅表示對立）， 因此另用前綴des- 表示相同的意思。
世界語多數有明顯對立意思的詞都用mal- 組成 （例如“熱”varma，“冷”則爲 mal-varma）。伊多語爲了避免過多使用 mal-，對立意思的單詞用單獨詞根表示。例如：
好/壞：世界語 bona/mal-bona；伊多語 bona/mala
長/短：世界語 longa/mal-longa；伊多語 longa/kurta
右/左：世界語 dekstra/mal-dekstra；伊多語 dekstra/sinistra
尤其最後一個“右/左”的例子，伊多語的語法書中指出， 之所以伊多語直接使用拉丁藉詞來表達“左”的概念，是因爲在嘈雜的環境下， 通常只有第一個和第二個音節有較高的辨識度。世界語其實亦發展了很多不需要通過 mal- 前綴組成的反義詞（例如“左”就有人用 liva），不過這類單詞的普及範圍很小。
以下爲世界語過度使用mal- 的一個極端例子：
| 世界語 | La malbela maljunulino mallaŭte malfermis la pordon al sia kelo kaj malrapide malsupreniris la ŝtuparon. |
| 伊多語 | La leda oldino silence apertis la pordo a sua kelero e lente decensis l'eskalero.                        |
| 英語   | The ugly old woman quietly opened the door to her basement and slowly descended the stairs.              |

絕大多數的世界語單詞都是性別中立的（例如桌子、花草等）。不過，對於有自然性別的單詞，例如親屬、動物等，世界語會默認詞根爲陽性，若要表達陰性則需要在陽性詞根上加上陰性標記。伊多語則不同，其語言中所謂類似單詞都默認爲中性， 有兩套獨立的詞綴分別組成單詞和陽性和陰性。
例如， frato一詞在世界語中意思爲“兄弟”，伊多語意思則爲“兄弟姊妹”（單數）。要更詳細表達性別，伊多語使用 -in 詞綴表達陰性（和世界語一樣），用 -ul詞根表示陽性（世界語中相同的詞根意思爲“人”）。
不過世界語中確實有表示涵蓋兩種性別的詞綴，ge-。父親爲patro，母親爲patr-in-o，父母雙方則爲ge-patroj。但是ge- 該詞綴只用於表達複數，ge-patro（沒有複數標誌）理論上說並不可能。因此在世界語中，要表達“雙親中的一方”這個概念相對困難， 有時候只能直接直譯 （unu el la gepatroj，父母中的其中一方）。
世界語有一個沒有成爲標準語的後綴 -iĉo 可以用作表示男性。還有另外一個前綴 vir-可以用來表達動物的雄性。
伊多語則沒有上述世界語中所面臨的表達困難，單獨，或配合陽性/陰性詞根可組成中性、陰性、陽性等概念， 除了一些例外：viro男人，muliero女人，patro父親，matro母親。這裏雄性/雌性的兩組對立詞根不一，因爲直接使用借用語言（羅曼語族）中的陰性形式辨識度更高。

### 關係代詞
世界語的關係詞十分規則。而伊多語中的關係則會根據意思有所調整。雖然最終沒有世界語那麼規則， 但是在聽覺上更加容易辨別。           
|                            |                            |                            | 疑問代詞                   | 疑問代詞                  | 指示代詞                   | 指示代詞                                 | 不定代詞                   | 不定代詞                     | 強不定代詞                             | 否定代詞                  | 否定代詞             | 集合代詞          | 集合代詞                          |
| 世界語：ki- 伊多語：qua, ∅ | 世界語：ki- 伊多語：qua, ∅ | 世界語：ti- 伊多語：ita, ∅ | 世界語：ti- 伊多語：ita, ∅ | 世界語：i- 伊多語：ula, ∅ | 世界語：i- 伊多語：ula, ∅  | 伊多語： irga                            | 世界語：neni- 伊多語：nula | 世界語：neni- 伊多語：nula   | 世界語：ĉi- 伊多語：omna-              | 世界語：ĉi- 伊多語：omna- |                      |                   |                                   |
| -------------------------- | -------------------------- | -------------------------- | -------------------------- | ------------------------- | -------------------------- | ---------------------------------------- | -------------------------- | ---------------------------- | -------------------------------------- | ------------------------- | -------------------- | ----------------- | --------------------------------- |
| 個別人                     | 世界語                     | -u                         | kiu                        | 誰，哪個 /Who,Which       | tiu                        | 那（人）/that,that one                   | iu                         | 某人/ someone,some           | irgu 任何（人）/anyone,any             | neniu                     | 無人/ nobody,no,none | ĉiu               | 全部，全部人/ everybody,every,all |
| 個別人                     | 伊多語                     | -u                         | qua                        | 誰，哪個 /Who,Which       | ita                        | 那（人）/that,that one                   | ulu                        | 某人/ someone,some           | irgu 任何（人）/anyone,any             | nulu                      | 無人/ nobody,no,none | omnu              | 全部，全部人/ everybody,every,all |
| 事物                       | 世界語                     | -o                         | kio                        | 什麼/what                 | tio                        | 那個/that thing                          | io                         | 某個/ something              | irgo 任何東西/anything                 | nenio                     | 沒什麼/nothing       | ĉio               | 全部事情/ everything              |
| 事物                       | 伊多語                     | -o                         | quo                        | 什麼/what                 | ito                        | 那個/that thing                          | ulo                        | 某個/ something              | irgo 任何東西/anything                 | nulo                      | 沒什麼/nothing       | omno              | 全部事情/ everything              |
| 複數                       | 世界語                     | -j                         | kiuj/kioj                  | 誰，哪個 /Who,Which       | tiuj/tioj                  | 那些，那些東西，那些人/ those,those ones | iuj/ioj                    | 某些，某些人/ some, someones | irgi 任何（事,人）/anyones             | neniuj/nenioj             | 無人/ nobody,no,none | ĉiuj/ĉioj         | 全部，全部人/ everybody,every,all |
| 複數                       | 伊多語                     | -i                         | qui                        | 誰，哪個 /Who,Which       | iti                        | 那些，那些東西，那些人/ those,those ones | uli                        | 某些，某些人/ some, someones | irgi 任何（事,人）/anyones             | nuli                      | 無人/ nobody,no,none | omni              | 全部，全部人/ everybody,every,all |
| 形容詞化                   | 伊多語                     | -a                         | qua 誰，哪個/Who,Which     | qua 誰，哪個/Who,Which    | ita 那（人）/that,that one | ita 那（人）/that,that one               | ula 某/some                | ula 某/some                  | irga 任何/any                          | nula 無/no                | nula 無/no           | omna 全部/every   | omna 全部/every                   |
| 原因                       | 世界語                     | -al                        | kial                       | 爲何/why                  | tial                       | 所以/so                                  | ial                        | 爲某種原因/ for some reason  | pro irgo 任何原因/for any reason       | nenial                    | 沒有理由/no reason   | ĉial              | 爲一切原因/ for every reason      |
| 原因                       | 伊多語                     | pro                        | pro quo                    | 爲何/why                  | pro to                     | 所以/so                                  | pro ulo                    | 爲某種原因/ for some reason  | pro irgo 任何原因/for any reason       | pro nulo                  | 沒有理由/no reason   | pro omno          | 爲一切原因/ for every reason      |
| 所屬                       | 世界語                     | -es                        | kies                       | 誰的/whose                | ties                       | 那人的/that one's                        | ies                        | 某人的/ someone's            | di irgo 任何人的/anyone's              | nenies                    | 沒有人的/nobody's    | ĉies              | 所有人的/ everyone's              |
| 所屬                       | 伊多語                     | di                         | di quo                     | 誰的/whose                | di to                      | 那人的/that one's                        | di ulo                     | 某人的/ someone's            | di irgo 任何人的/anyone's              | di nulo                   | 沒有人的/nobody's    | di omno           | 所有人的/ everyone's              |
| 地點                       | 世界語                     | -e                         | kie                        | 何處/where                | tie                        | 那裏/there                               | ie                         | 某處/ somewhere              | irgaloke 任何地方/anywhere             | nenie                     | 無處/nowhere         | ĉie               | 到處/ everywhere                  |
| 地點                       | 伊多語                     | loke                       | ube                        | 何處/where                | ibe                        | 那裏/there                               | ulaloke                    | 某處/ somewhere              | irgaloke 任何地方/anywhere             | nulaloke                  | 無處/nowhere         | omnaloke          | 到處/ everywhere                  |
| 時間                       | 世界語                     | -am                        | kiam                       | 何時/when                 | tiam                       | 那時/then                                | iam                        | 某時/ sometime               | irgatempe 任何時候/anytime             | neniam                    | 永不/never           | ĉiam              | 永遠/always                       |
| 時間                       | 伊多語                     | tempe                      | kande                      | 何時/when                 | lore                       | 那時/then                                | ulatempe                   | 某時/ sometime               | irgatempe 任何時候/anytime             | nulatempe                 | 永不/never           | omnatempe, sempre | 永遠/always                       |
| 性質                       | 世界語                     | -a                         | kia                        | 哪種/ what kind of        | tia                        | 那種/that king of                        | ia                         | 某種/ some kind of           | irgaspeca 任何一種/any kind of         | nenia                     | 沒那種 no kind of    | ĉia               | 所有/ every kind of               |
| 性質                       | 伊多語                     | -a, speca                  | quala                      | 哪種/ what kind of        | tala                       | 那種/that king of                        | ulaspeca                   | 某種/ some kind of           | irgaspeca 任何一種/any kind of         | nulaspeca                 | 沒那種 no kind of    | omnaspeca         | 所有/ every kind of               |
| 方式                       | 世界語                     | -el                        | kiel                       | 怎樣的/how                | tiel                       | 那樣地/thus                              | iel                        | 某種方式/ somehow            | irge, irgamaniere. 任何方式/in any way | neniel                    | 怎麼也不/in no way   | ĉiel              | 一切方式/ in every way            |
| 方式                       | 伊多語                     | -e, maniere                | quale                      | 怎樣的/how                | tale                       | 那樣地/thus                              | ule, ulamaniere            | 某種方式/ somehow            | irge, irgamaniere. 任何方式/in any way | nule, nulamaniere         | 怎麼也不/in no way   | omne, omnamaniere | 一切方式/ in every way            |
| 數量                       | 世界語                     | -om                        | kiom                       | 多少/how many(much)       | tiom                       | 那麼多/so much                           | iom                        | 某些/ some                   | irgaquanta 任何數量/however much       | neniom                    | 毫無/no amount       | ĉiom              | 盡所有 /all of it                 |
| 數量                       | 伊多語                     | quanta                     | quanta                     | 多少/how many(much)       | tanta                      | 那麼多/so much                           | kelka                      | 某些/ some                   | irgaquanta 任何數量/however much       | nulaquanta                | 毫無/no amount       | omnaquanta        | 盡所有 /all of it                 |

### 例子
| 世界語 | Prenu ĉiujn tiujn, kiujn vi volos, kaj lasu ĉiujn tiujn, kiuj ne plaĉos al vi. |
| 伊多語 | Prenez ti omna, quin vu volos, e lasez ti omna, qui ne plezos a vu.            |
| 英語   | Take all those, which you want, and leave all those, which you don't like.     |

### 相關研究
哥倫比亞大學在1933年曾研究過， 學習45個世界語關係詞和對應伊多語關係詞所需時間的對比。

抽樣20個從未接觸過世界語以及伊多語的大學生，給予90分鐘學習兩種語言中的關聯詞：
第一組（10人）1月4日學習世界語，1月5日學習伊多語；
第二組（10人）1月4日學習伊多語，1月5日學習世界語。
90分鐘的學習之後， 都會有選擇題練習。在1月6日全部學生統一測試，要求寫下世界語和伊多語關係詞的對應英文。在1月23日和4月23日再複習一次選擇題和填字體。但是在1月9日到23日之間， 被抽樣學生又學了20個小時世界語，因此最終只有1月9日之前的測試結果可用。結果表明， 選擇題中，世界語平均有44題答對，伊多語有43題。填字題中， 世界語平均有23題正確， 而伊多語平均 15½答對。綜合平均爲， 世界語28題，伊多語20題。 實驗證明，學習世界語關係詞更簡單。不過同時指出， 抽樣範圍應該增大。

 — International Auxiliary Language Association, 1933

### 代詞
世界語中所有的代詞都以 -i 結束。伊多語支持者認爲這會令代詞在聽覺上更加難辨別， 因此作出了調整。世界語中， mi（我）和ni（我們）在比較嘈雜的環境下， 人們經常混淆兩者，因此伊多語調整爲me（我）和ni（我們）。另外，伊多語的第二人稱代詞有親狎體和敬體的區分。最後一點， 伊多語當中對第三人稱單數和複數，都有通性代
|            | 單數     | 單數     | 單數     | 單數     | 單數     | 單數       | 單數     | 複數     | 複數     | 複數     | 複數     | 複數      | 複數     | 複數  | 不定  |
| 第一人稱   | 第二人稱 | 第二人稱 | 第三人稱 | 第三人稱 | 第三人稱 | 第三人稱   | 第一人稱 | 第二人稱 | 第三人稱 | 第三人稱 | 第三人稱 | 第三人稱  | 第三人稱 |       | 不定  |
|            | 敬體     | 親狎體   | 陽性     | 陰性     | 中性     | 通性       |          |          | 陽性     | 陰性     | 中性     | 通性      | 自反代詞 |       | 不定  |
| 伊多語     | me       | tu       | vu       | il(u)    | el(u)    | ol(u)      | lu       | ni       | vi       | ili      | eli      | oli       | li       | su    | on(u) |
| 改良世界語 | mi/mu    | tu       | vu       | lu       | elu      | lu         | -        | nos      | vos      | ilu      | ilu      | ilu       | ilu      | su    | on    |
| 現行世界語 | mi       | ci       | vi       | li       | ŝi       | ĝi         | li/gi¹   | ni       | vi       | ili      | ili      | ili       | ili      | si    | oni   |
| 英語       | I        | you      | you      | he       | she      | it         | -        | we       | you      | they     | they     | they      | they     | -self | on    |
| 法語       | je       | tu       | vous     | il       | elle     | ce/il/elle | -        | nous     | vous     | ils      | ells     | ils/elles | ils      | se    | on    |
| 中文       | 我       | 你       | 您/閣下  | 他       | 她       | 它         | 他/她    | 我們     | 你們     | 他們     | 她們     | 它們      | 他們     | 自己  | 人們  |

1. 世界語有時可以使用tiu一詞作爲通性代詞（雖然tiu本身不是人稱代詞而是指示代詞）Manuel Halvelik （仿古世界語創作者）則使用gi作爲通性代詞。

Ol，對等於英語中的 it 和世界語中的 ĝi。該代詞不僅可以用於無生命物件， 同時亦可以用於性別不定的個體，例如嬰兒，兒童，人類，年輕人，長者，人們，個體，馬，牛，貓等。
由於世界語深受俄語影響，因此在和現代世界語以及1894改良世界語中，都依然保留着第二人稱單數敬體和親狎體的差別。親狎體通常用於熟人、兒童和地位低於自己的人。不過使用親狎體 ci/tu 在熟人圈子之外會被視爲相當粗魯， 所以在大多數語法教程中，都忽略了ci 一詞。很多世界語使用者如果想表達親近，會選擇使用自己語言中的對應代詞。

### 專有名詞
世界語視不同情況決定是否“世界語化”專有名詞。多數歐洲姓名都有自己的世界語變體， 很多大城市和所有國家名稱，其有符合世界語正字法的拼寫。相同情況下， 伊多語會將這部分專有名詞視爲外來語， 而不會改變其原始拼寫。

#### 人名
多數歐洲姓名都有其世界語變體，例如Johano （對應John, Johann, Juan, Jean等），Aleksandro（對應 Alexander, Aleksandr, Alessandro等），Mario或Maria（對應Mary, Maria, Marie 等）。一些來自歐洲的世界語使用者會使用其名字的世界語變體，或者至少改變自己名字的拼寫使之符合世界語的拼寫規則或字母表。但是同時，亦有很多人選擇不改變自己的名字。改或不改很大程度上取決於名字使用者本人。正世界語學院所頒發的官方聲明稱“任何人都有權保留自己姓名的原始拼寫，只要該拼寫能夠保證以拉丁字母書寫則可。
至於伊多語，則通常不去改變名字的拼寫而直接保留原始拼寫。

#### 地名
大多數國家姓名在世界語中有其變體。不過世界語的國家/國籍拼寫規則會較複雜。世界語的國家拼寫分兩個體系：舊大陸國家（歐洲國家，亞洲和非洲部分國家）的規則爲根據族羣名字派生出國家名字。例如anglo及franco意思分別爲“英國人”和“法國人”，而通過添加後綴 -uj （表示“容器”）則可派生出 Anglujo 及 Francujo（英國和法國， 單詞本身可以直譯爲“容納英國人/法國人的容器）。近年來，很多世界語使用者逐漸傾向使用 -io 後綴來表示國家，例如 Anglio 及 Francio。不過該新詞綴目前尚未廣泛被官方認可。
而對於新大陸的國家，例如美洲、大洋洲、多數非洲和亞洲國家，則使用由地名派生出族羣名稱的規則。例如加拿大爲 Kanada，而加拿大人則爲 Kanadano （使用後綴 -an， 意思爲“成員”，單詞直譯爲“加拿大的成員”）
而在伊多語中， 每個大陸都有自己的伊多語變體，例如Europa（歐洲），Nord-Amerika （北美洲），Sud-America（南美洲），Azia（亞洲），Oceania（大洋洲）和Antarktika（南極洲）。
伊多語中，國家姓名需符合正字法，但是有時候亦會不變動原始拼寫，例如Peru（祕魯），Portugal（葡萄牙），Chad（乍得）， 對應經過伊多語正字法和語法修改的國家名字，例如Germania（Germany，德國），Chili（Chile，智利），Usa（United States，美國），Chinia（China，中國）。
至於城市名， 有些有世界語變體，例如Parizo（巴黎），Londono（倫敦），Pekino（北京）等。 但是多數城市名在兩種語言中都會被視爲外來語而直接保留原始拼寫（發音），除非地名中有可以被直譯的部分。例如紐約（New York）會被寫爲Nov-Jorko（Nov對應New，新的；而York則直接保留）。但是對於特別小衆的地名，兩種語言都強烈避免直譯名字中的任何部分， 例如“Battle River”不可以寫成“Batalio-rivero”。對小衆的地名亦直譯的話， 會使溯源變得非常困難。

## 相關研究
哥倫比亞大學於1933年對世界語和伊多語進行過研究：
長期以來，對各種人工語言學習難易程度的對比，我們一直都很感興趣。我們實驗的結果是世界語領先。但是相當遺憾， 我們只測試了兩組伊多語數據。這兩者學習伊多語的受檢測人員，只有4名爲大學生志願者，其他則有28名受過教育的成年人。這部分成年人有償參與研究，被安排學習了20小時伊多語。文末， 以下爲我們的實驗結果：
兩者最終得分幾乎相同。其中， 在詞彙得分方面， 兩者皆爲71.9。而在其他三項測試中，世界語總分爲44.1對比伊多語45.2。同時， 我們必須要認識到實驗過程的一些不足：例如，受測試人數過少，受測試人羣皆受過教育等。但是總體而言，我們的結論是兩種語言的學習難易程度，並無任何實質性的差別。
 — International Auxiliary Language Association, 1933

## 使用人數
目前全球有10萬至200萬人可以流利使用世界語。 而伊多語的統計數據則相對含糊， 估約在400到幾千中間。同時，我們需要分清兩者支持者及使用者的差別。世界語和伊多語之間的分別很少，任何之一使用者僅需要短期的學習，則可以明白另外一種語言。亦有很多人因爲好奇心而學習伊多語，但是卻傾向支持世界語，反之亦然。不過對於每年舉行的世界語/伊多語大會，參與人數的差別就相當大了。每年世界語大會有只需2000-3000人參與，而伊多語則僅有10來人。